# На север от слънцето
„На север от слънцето“ (на норвежки: Nordfor sola) е норвежки приключенско-документален филм на Йорн Ранум и Инге Веге от 2012 г.
Действието на филма се развива на остров в Атлантическия океан в близост до брега на Северна Норвегия. В продължение на девет месеца 25-годишния Инге Веге и 22-годишния Йорн Ранум живеят на отдалечения остров, където построяват колиба от материали, изхвърлени на брега. През целия период на пребиваването си събират боклуци, които са изхвърлени на брега от океана. На края те са извозени от хеликоптер на сметопочистваща фирма в Норвегия. Заедно с тях вземат и сърфовете си, които карат в ледените води на северния Атлантик.

## Награди
Филмът участва на 82 филмови фестивала и е носител на 21 награди.
- 2012 г. – Филмов фестивал на норвежкото документално кино
- 2012 г. – Филмов фестивал за норвежко късометражно кино
- 2013 г. – Международен филмов фестивал Пеликам
- 2014 г. – Международен фестивал за планинарско кино във Ванкувър
- 2014 г. – Филмов фестивал за филми за околна среда в Мелбърн